# نيكولاي كارداشيف
نيكولاي سيمينوفيتش كارداشيف (بالروسية: Николай Семёнович Кардашёв)‏، 25 أبريل 1932 - 3 أغسطس 2019، كان عالم فيزياء فلكية سوفييتيًّا وروسيًّا، ودكتورًا في العلوم الفيزيائية والرياضية، ونائب مدير مركز آسترو الفضائي التابع لمعهد «ليبيديف» الفيزيائي التابع للأكاديمية الروسية للعلوم في موسكو.

## سيرته الشخصية وحياته المهنية
تخرج كارداشيف من جامعة موسكو الحكومية في عام 1955، وتابع دراسته في معهد ستيرنبرغ الفلكي. درس تحت إشراف «يوسف شيكلوفسكي» وحصل على الدكتوراه في عام 1962.
في عام 1963، درس كارداشيف «النجم الزائف» المعروف باسم «سي تي إيه 102»، الذي كان أول جهد سوفييتي للبحث عن الذكاء خارج الأرض (إس إي تي آي). خلال هذا العمل، توصل كارداشيف إلى فكرة أن بعض الحضارات المجرية قد تكون متطورة أكثر منا بملايين أو مليارات السنين، وأنشأ مقياس كارداشيف لتصنيف هذه الحضارات. حدد كارداشيف ثلاثة مستويات من الحضارات، بناءً على استهلاكها للطاقة: النوع الأول، الذي يصف الحضارة ذات «مستوى تكنولوجي قريب من المستوى الموجود حاليًا على الأرض، مع استهلاك طاقة يعادل4*1019 أرغ/ثانية تقريبًا (4*1012 واط)»؛ والنوع الثاني، الذي يصف «الحضارة القادرة على تسخير الطاقة التي يشعها نجمها الخاص»؛ والنوع الثالث، الذي يصف الحضارة القادرة على «تسخير الطاقة على نطاق مجرتها الخاصة». سبقت الجهود الروسية الجادة في البحث عن الذكاء خارج الأرض البرامج المماثلة في الولايات المتحدة ببضع سنوات. ومن أبرز الخبراء في هذا المجال من الاتحاد السوفيتي هما «فسيفولود ترويتسكي» و«يوسف شيكلوفسكي»
أصبح كارداشيف عضوًا مناظرًا (مشاركًا) في أكاديمية الاتحاد السوفيتي للعلوم، في قسم الفيزياء العامة وعلم الفلك في 12 ديسمبر 1976. أصبح عضوًا كاملًا في الأكاديمية الروسية للعلوم في 21 مارس 1994، وحصل على جائزة «ديميدوف» في 2014.